# Taiuva
Taiúva is een gemeente in de Braziliaanse deelstaat São Paulo. De gemeente telt 5.505 inwoners (schatting 2009).

## Aangrenzende gemeenten
De gemeente grenst aan Bebedouro, Jaboticabal, Monte Alto, Taiaçu en Taquaral.